# Watualang
Watualang is een bestuurslaag in het regentschap Ngawi van de provincie Oost-Java, Indonesië. Watualang telt 5342 inwoners (volkstelling 2010).